# Renan Dal Zotto
Renan Dal Zotto, anche noto come Renan (São Leopoldo, 19 luglio 1960), è un allenatore di pallavolo ed ex pallavolista brasiliano, di ruolo schiacciatore.

## Carriera

### Giocatore
Brasiliano di origini venete, giocò come schiacciatore. Con la nazionale brasiliana vinse tra le altre cose tre Campionati Sudamericani, la medaglia d'argento ai Mondiali del 1982 e alle Olimpiadi di Los Angeles del 1984.
Nel 1988 fu ingaggiato dal Parma, con cui vinse due scudetti (1989-90 e 1991-92), due Coppe delle Coppe (1989 e 1990), una Coppa CEV (1992), due Supercoppe europee (1989 e 1992], un Mondiale per club (1989) e due Coppe Italia (1989-90 e 1991-92). Chiuse la carriera agonistica nel Porto Ravenna, con cui vinse la Coppa dei Campioni nel 1993.

### Allenatore
Ritornò in Brasile per iniziare la sua carriera da allenatore. Nel 2006 vinse il campionato nazionale di pallavolo, la Superliga, alla guida del Cimed di Florianópolis. L'anno dopo venne ingaggiato dal Treviso, guidando gli orogranata alla vittoria della Supercoppa italiana, prima di venire esonerato nel corso della stagione 2008-09.
Dal 2017 assume la carica di primo allenatore della nazionale maschile brasiliana dimettendosi, anche a seguito delle gravi conseguenze sulla sua salute derivanti dall'avere contratto il Covid-19, dopo avere conquistato la qualificazione per il torneo olimpico di Parigi 2024. Nel corso della stagione 2018-19 sostituisce Daniel Castellani sulla panchina del Funvic. Nel 2021 è stato allenatore della nazionale brasiliana U23.

## Palmarès

### Giocatore

#### Club
- Campionato brasiliano: 1

1981
- Campionato italiano: 2

1989-90, 1991-92
- Coppa Italia: 2

1989-90, 1991-92
- Coppa dei Campioni: 1

1992-93
- Coppa delle Coppe: 2

1988-89, 1989-90
- Coppa CEV: 1

1991-92
- Supercoppa europea: 3

1989, 1990, 1992
- Campionato mondiale per club: 1

1989

#### Nazionale (competizioni minori)
- Campionato sudamericano Under-21 1976
- Campionato mondiale Under-21 1977
- Campionato sudamericano Under-21 1978
- Giochi panamericani 1979
- Mundialito 1982
- Giochi panamericani 1983
- Mundialito 1984
- Giochi panamericani 1987

#### Premi individuali
- 1981 - Coppa del Mondo: Miglior Difesa
- 1985 - Coppa del Mondo: Miglior Schiacciatore
- 1985 - Coppa del Mondo: Giocatore più spettacolare
- 1985 - Coppa del Mondo: Miglior Sestetto
- 1985 - Comitato Olimpico del Brasile: Atleta dell'anno
- 2015 - Inserimento nella Volleyball Hall of Fame come giocatore

### Allenatore

#### Club
- Campionato brasiliano: 3

2003-04, 2005-06, 2018-19
- Campionato Catarinense: 2

1997, 2005
- Campionato Carioca: 1

1999
- Campionato Mineiro: 1

1999
- Supercoppa italiana: 1

2007
- Campionato sudamericano per club: 1

1996